# MyAnna Buring
Margaretha MyAnna Buring Rantapää es una actriz sueca más conocida por haber interpretado a Tanya Denali en las dos partes de The Twilight Saga: Breaking Dawn y a Tissaia de Vries en The Witcher.

## Biografía
Se graduó del London Academy of Music and Dramatic Art "LAMDA" en el 2004.
Es muy amiga del productor canadiense Stegath Dorr.

## Carrera
MyAnna es directora adjunta de la compañía de teatro MahWaff.
En el 2005 se unió a la película de terror The Descent, donde interpretó a Sam, una mujer que junto a sus amigas se reúnen en una rústica cabaña en los Apalaches y deberán luchar por sus vidas al descubrir que son perseguidas por unas criaturas.
En el 2006 apareció como invitada en la popular serie británica Doctor Who donde interpretó a Scooti Manista, una joven que desaparece en el espacio.
En el 2008 se unió al elenco de la película Doomsday interpretando a Cally Kane, la hija de Marcus Kane (Malcolm McDowell), un excientífico que ha pasado a vivir como un señor feudal en un castillo abandonado.
En el 2009 MyAnna volvió a interpretar a Sam, ahora en flashbacks, en la película The Descent Part 2.
En el 2010 apareció como invitada en un episodio de la serie Inspector George Gently donde interpretó a la estudiante Adriana Doyle, una activista por la paz del "CND".
En el 2011 se unió al elenco de la película The Twilight Saga: Breaking Dawn - Part 1 donde interpretó a la vampiresa Tanya Denali, la jefa del clan de Denali; un papel que volvería a interpretar al año siguiente en la película The Twilight Saga: Breaking Dawn - Part 2.
En el 2012 se unió al elenco recurrente de la cuarta temporada de la serie Downton Abbey donde interpreta a la doncella Edna Braithwaite, hasta ahora. Ese mismo año apareció en la miniserie The Poison Tree donde interpretó a Karen Clarke, una mujer que es perseguida por su pasado.
Ese mismo año se unió al elenco de la miniserie Ripper Street donde dio vida a Long Susan, la madam del burdel "Tenter Street", e interpretó a Sylvie, una mujer que se ha separado de su esposo el detective Dalien Bevan (Andrew Scott) y comienza a ir a clubes con las esperanza de conocer a alguien y durante una cita se convierte en la testigo de un crimen en la serie Blackout.
En el 2013 apareció como invitada en la serie Crossing Lines donde interpretó a Anika Hauten, una trabajadora de un banco que es secuestrada por criminales y pasados unos días es encontrada asesinada en una calle.
En marzo del 2014 se anunció que aparecería en la serie Banished donde interpretará a la convicta Elizabeth Quinn, la serie fue estrenada en el 2015.

## Filmografía

### Series de televisión
| Año           | Título                            | Personaje         | Notas                                     |
| ------------- | --------------------------------- | ----------------- | ----------------------------------------- |
| 2019-presente | The Witcher                       | Tissaia de Vries  | Elenco principal, serie de TV Netflix     |
| 2015          | Banished                          | Elizabeth Quinn   | Elenco principal, miniserie (7 episodios) |
| 2014          | The Great War: The People's Story | Dorothy Lawrence  |                                           |
| 2012 - 2013   | Ripper Street                     | Long Susan        | 15 episodios                              |
| 2012 - 2013   | Downton Abbey                     | Edna Braithwaite  | 5 episodios                               |
| 2013          | Crossing Lines                    | Anika Hauten      | 2 episodios                               |
| 2013          | Agatha Christie's Marple          | Lucky Dyson       | episodio "A Caribbean Mystery"            |
| 2012          | The Poison Tree                   | Karen Clarke      | 2 episodios - miniserie                   |
| 2012          | Coming Up                         | Sam               | episodio "Colour"                         |
| 2012          | Blackout                          | Sylvie            | 2 episodios                               |
| 2012          | White Heat                        | Lilly             | 6 episodios                               |
| 2010          | Any Human Heart                   | Ingeborg          | episodio # 1.4                            |
| 2010          | Inspector George Gently           | Adriana Doyle     | episodio "Peace & Love"                   |
| 2010          | Comedy Lab                        | Inga              | episodio "Filth"                          |
| 2008          | The Wrong Door                    | Varios Personajes | 5 episodios                               |
| 2008          | Midsomer Murders                  | Mandy             | episodio "Midsomer Life"                  |
| 2007          | The Bill                          | Kim Heyes         | episodio "Stealth Attack"                 |
| 2006          | Doctor Who                        | Scooti Manista    | episodio "The Impossible Planet"          |
| 2004          | Casualty                          | Kirsty Morrison   | episodio "Past Imperfect"                 |
| 2004          | Murder Prevention                 | Michelle Wynne    | episodio "Last Man Out: Part 1"           |

### Películas
| Año  | Título                                    | Personaje    | Notas |
| ---- | ----------------------------------------- | ------------ | --- |
| 2025 | Last Breath                               | Hanna        | junto a Woody Harrelson, Simu Liu, Finn Cole y Cliff Curtis                                                         |
| 2019 | Official Secrets                          | Jasmine      | junto a Keira Knightley, Matt Smith, Matthew Goode, Adam Bakri y Ralph Fiennes                                      |
| 2019 | Killers Anonymous                         | Joanna       | junto a Tommy Flanagan, Rhyon Nicole Brown, Jessica Alba, Gary Oldman, Michael Socha, Tim Mclnnerny y Sam Hazeldine |
| 2016 | The Comedian's Guide to Survival          | Nell         | |
| 2014 | Hyena                                     | Lisa         | junto a Peter Ferdinando, Stephen Graham, Neil Maskell, Elisa Lasowski y Richard Dormer                             |
| 2014 | Epic                                      | -            | junto a Noah Taylor, Matthew Macfadyen, Ali Cook y Richard van Weyden                                               |
| 2012 | The Twilight Saga: Breaking Dawn - Part 2 | Tanya Denali | junto a Kristen Stewart, Robert Pattinson, Maggie Grace, Casey LaBow, Mía Maestro y Christian Camargo               |
| 2011 | The Twilight Saga: Breaking Dawn - Part 1 | Tanya Denali | junto a Kristen Stewart, Robert Pattinson, Maggie Grace, Casey LaBow, Mía Maestro y Christian Camargo               |
| 2011 | Kill List                                 | Shel         | |
| 2011 | Au Revoir Monkeys                         | Anna         | |
| 2011 | Super Eruption                            | Claire       | |
| 2010 | Devil's Playground                        | Angela Mills | junto a Jaime Murray, Craig Fairbrass, Danny Dyer, Sean Pertwee, Colin Salmon y Shane Taylor                        |
| 2010 | The Road to Vengeance                     | -            | corto - junto a Craig Fairbrass, Jason Flemyng, Christopher Hatherall y Art Malik                                   |
| 2009 | The Descent Part 2                        | Sam          | junto a Shauna MacDonald, Natalie Mendoza, Douglas Hodge, Axelle Carolyn, Gavan O'Herlihy y Joshua Dallas           |
| 2008 | Doomsday                                  | Cally Kane   | junto a Rhona Mitra, Bob Hoskins, Malcolm McDowell, Alexander Siddig, Darren Morfitt y Craig Conway                 |
| 2007 | English Language (with English Subtitles) | Esther       | corto - junto a Tim Plester, Craig Parkinson y Montserrat Lombard                                                   |
| 2005 | The Descent                               | Sam          | junto a Alex Reid, Shauna MacDonald, Natalie Mendoza, Saskia Mulder y Craig Conway                                  |

### Apariciones
| Año  | Título            | Personaje            | Notas      |
| ---- | ----------------- | -------------------- | ---------- |
| 2011 | Way of the Morris | Voz de Will-O'-Wisps | documental |

### Teatro
| Año         | Obra                      | Personaje | Director              | Teatro                     | Notas                                                               |
| ----------- | ------------------------- | --------- | --------------------- | -------------------------- | ------------------------------------------------------------------- |
| 2015        | The Wasp                  | Carla     | -                     | -                          | junto a Laura Donnelly                                              |
| 2013 - 2014 | Strangers on a Train      | -         | Robert Allan Ackerman | Teatro Gielgud             | junto a Jack Huston, Laurence Fox, Christian McKay y Miranda Raison |
| 2006        | Twelfth Night             | Olivia    | -                     | Exeter's Northcott Theatre | junto a Sara Weymouth y David Gwillim                               |
| -           | Seduced                   | -         | -                     | Finborough Theatre         | -                                                                   |
| -           | An Inspector Calls        | -         | -                     | MahWaff Theatre            | -                                                                   |
| -           | Guardians                 | -         | -                     | MahWaff Theatre            | -                                                                   |
| -           | Monologue For An Ensemble | -         | -                     | MahWaff Theatre            | -                                                                   |

## Premios y nominaciones
| Año  | Categoría    | Premio                                             | Película  | Resultado |
| ---- | ------------ | -------------------------------------------------- | --------- | --------- |
| 2011 | Best Actress | British Independent Film Award                     | Kill List | Nominada  |
| 2011 | Best Actress | Puchon International Fantastic Film Festival Award | Kill List | Ganó      |